# کلیسای تاشهورو
کلیسای تاشهورو در مرکز استان ملطیه می‌باشد. واقع در محله ۱۸ چاوش اقلو. در سده دوم میلادی توسط ارمنیان ساخته شده است. با ۱۳۳۵ متر مربع مساحت از سنگ ساخته شده است.
در سال ۲۰۱۳ شروع به ترمیم این کلیسا شده است.